# Full Circle (The Doors)
Full Circle är ett album av The Doors, utgivet 1972. Det andra studioalbumet av gruppen utan Jim Morrison, och även deras sista. Keyboardspelaren Ray Manzarek och gitarristen Robbie Krieger tog över sjungandet efter Morrison. John Densmore spelade trummor.
Albumet nådde som bäst 68:e plats på Billboards albumlista.

## Låtlista
1. "Get Up and Dance" (Krieger, Manzarek) – 2:25
2. "4 Billion Souls" (Krieger) – 3:18
3. "Verdilac" (Krieger, Manzarek) – 5:40
4. "Hardwood Floor" (Krieger) – 3:38
5. "Good Rockin" (Roy Brown) – 4:22
6. "The Mosquito" (Densmore, Krieger, Manzarek) – 5:16
7. "The Piano Bird" (Jack Conrad, Densmore) – 5:50
8. "It Slipped My Mind" (Krieger) – 3:11
9. "The Peking King and the New York Queen" (Manzarek) – 6:25